# Acteocinidae
Acteocinidae es una familia de caracoles marinos muy pequeños, caracoles barril de burbuja, moluscos gasterópodos opistobranquios marinos. Se trata de babosas de careta, de la superfamilia Bulloidea.

## Géneros
Los géneros dentro de la familia Acteocinidae incluyen:
- Acteocina Gray, 1847

Géneros introducidos en sinonimia:
- Actaeocina [sic]: sinónimo de Acteocina Gray, 1847
- Didontoglossa Annandale, 1924: sinónimo de Acteocina Gray, 1847
- Tornatina A. Adams, 1850: sinónimo de Acteocina Gray, 1847
- Utriculastra Thiele, 1925: sinónimo de Acteocina Gray, 1847